# Puerta de Jerez
Puerta de Jerez är ett monument i Spanien.   Det ligger i provinsen Provincia de Cádiz och regionen Andalusien, i den södra delen av landet, 500 km söder om huvudstaden Madrid. Puerta de Jerez ligger 26 meter över havet.
Terrängen runt Puerta de Jerez är kuperad norrut, men österut är den platt. Havet är nära Puerta de Jerez åt sydväst.  Närmaste större samhälle är Algeciras, 19,1 km nordost om Puerta de Jerez. 